# Khăn quàng cổ

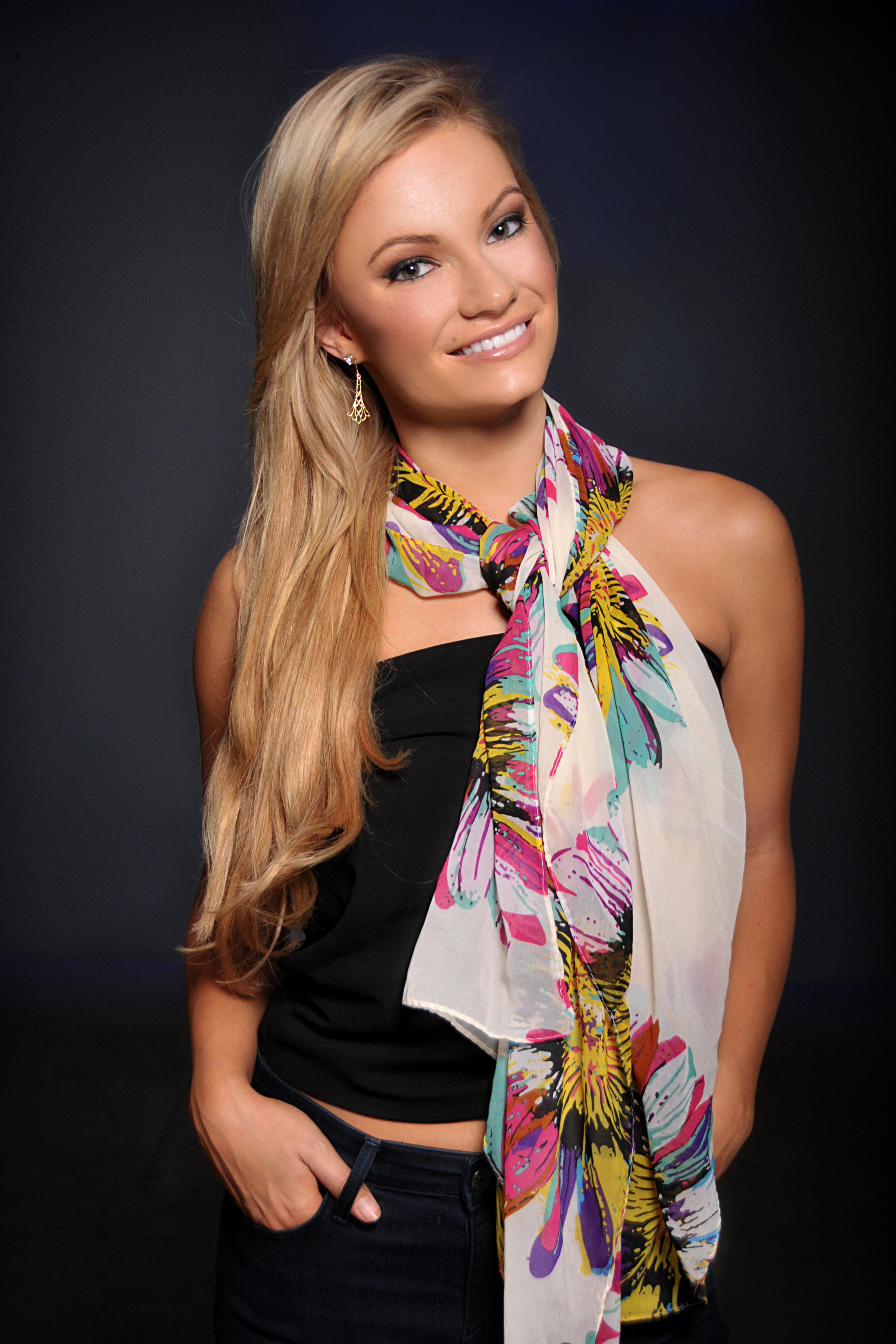
Người mẫu đeo khăn quàng cổ thời trang

Khăn quàng cổ hay khăn choàng cổ, khăn gió ấm là một mảnh vải được đeo quanh cổ để giữ ấm, chống nắng, giữ vệ sinh, tạo mốt thời trang hoặc vì lý do tôn giáo. Chất liệu làm khăn rất đa dạng, như len, lanh hoặc vải bông. Một loại khăn quàng mà các hướng đạo sinh, đội viên đội thiếu niên tiền phong hay lính hải quân Mỹ thường đeo vòng quanh cổ được gọi là khăn neckerchief, cũng dịch là "khăn quàng".

## Lịch sử
Khăn quàng cổ có từ thời cổ đại. Tượng Ashurnasirpal II từ thế kỷ 9 trước Công nguyên đã khắc họa hình ảnh vị hoàng đế đeo khăn choàng. Ở La Mã cổ đại, khăn quàng có tác dụng giữ vệ sinh hơn là giữ ấm. Người La Mã gọi làfocale hoặc sudarium (sudarium trong tiếng Latinh có nghĩa là "vải thấm mồ hôi"); họ dùng để lau mồ hôi trên cổ và mặt khi tiết trời nắng nóng. Nguyên thủy khăn quàng này dành cho đàn ông đeo quanh cổ hoặc buộc vào thắt lưng.

## Công dụng
Ở vùng khí hậu lạnh, người ta dùng khăn dệt kim dày, thường được làm bằng len, buộc quanh cổ để giữ ấm. Khăn thường mặc kèm với áo vest dày hoặc áo khoác.
Ở những vùng khí hậu khô hơn, bụi bặm hơn hoặc trong môi trường có nhiều chất gây ô nhiễm không khí, người ta đeo loại khăn trùm đầu mỏng hoặc khăn bandana lên mắt, mũi và miệng để giữ sạch tóc. Theo thời gian, phong tục này đã phát triển thành một mốt thời trang ở nhiều nền văn hóa, đặc biệt là đối với phụ nữ.

### Trong tôn giáo
Một số giáo phái Kitô giáo dùng loại khăn quàng dạng dây gọi là stola trong lễ phụng vụ của họ.

### Trong đồng phục
Các phi công máy bay thuở đầu hay dùng loại khăn quàng lụa để ngăn khói dầu phát thải bay vào miệng họ trong khi bay. Trong các buồng lái kín, phi công đeo khăn để tránh bị rạn cổ, đặc biệt là các phi công chiến đấu do họ phải liên tục xoay đầu từ bên này sang bên kia để theo dõi máy bay địch. Ngày nay, các phi đội trong quân đội thường hay đeo khăn có in phù hiệu đơn vị kèm biểu tượng, không phải vì lý do thực dụng mà là để thể hiện tính di sản và tinh thần chung của tổ chức.
Sinh viên ở Vương quốc Anh hay đeo khăn quàng với hoa văn gồm các sọc màu để tạo nhận diện thương hiệu về trường học của họ.
Đồng phục của Hướng đạo sinh hay có loại khăn quấn vòng quanh cổ, gọi là khăn neckerchief. Ở một số nước xã hội chủ nghĩa, các đội viên đội thiếu niên tiền phong cũng đeo một loại khăn quàng quanh cổ được gọi là khăn quàng đỏ.